# Pavetta pierlotii
Pavetta pierlotii är en måreväxtart som beskrevs av Diane Mary Bridson. Pavetta pierlotii ingår i släktet Pavetta och familjen måreväxter. Inga underarter finns listade i Catalogue of Life.